# Pilas de Algaida
Pilas de Algaida (o simplemente Las Pilas) es una localidad española perteneciente a la entidad local autónoma de Ventas de Zafarraya, y pedanía del municipio de Alhama de Granada, en la provincia de Granada. Está situada en la parte occidental de la comarca alhameña. A tan sólo 700 metros del límite con la provincia de Málaga, cerca de esta localidad se encuentran los núcleos de Ventas de Zafarraya, Zafarraya, El Almendral, El Cortijo Garaña situado entre El Almedral y Alhama de Granada, y Rincón de los Reinas.

## Historia
Originariamente perteneciente al término de Alhama, Pilas de Algaida formó parte del municipio de Zafarraya cuando este se segregó del primero en el año 1815. Veintisiete años después, en 1842, se independizó Ventas de Zafarraya del municipio zafarrayero, llevando consigo a la pedanía de Las Pilas. No sería hasta 1975 cuando, por imperativo legal, fue disuelto el municipio venteño, y anexionado de nuevo al de Alhama de Granada.
Esta situación se revirtió parcialmente en el año 2002, cuando Ventas de Zafarraya —junto con el vecino núcleo de Pilas de Algaida— se convirtió en entidad local autónoma, con casi pleno autogobierno, pero aún formando parte del municipio alhameño.

## Demografía
Según el Instituto Nacional de Estadística de España, en el año 2012 Pilas de Algaida contaba con 66 habitantes censados, de los cuales 38 eran varones y 28 mujeres.

### Evolución de la población
| Gráfica de evolución demográfica de Pilas de Algaida entre 2002 y 2012 |
|                                                                        |
| Datos según el nomenclátor publicado por el INE.                       |